# Каморрист
«Каморри́ст» (итал. Il camorrista) — дебютный кинофильм итальянского режиссёра Джузеппе Торнаторе, снятый по роману Джузеппе Марраццо.

## Сюжет
В 1963 году Раффаэле Кутоло, впоследствии прозванный «Профессором», убивает человека, который преследовал его сестру Розарию. Десять лет спустя в неаполитанской тюрьме «Поджореале» вместе со своими друзьями он создает новую каморру, которая, борясь за абсолютную власть, начинает войну со старой неаполитанской мафией...

## В ролях
- Бен Газзара - Раффаэле Кутоло по прозвищу «Профессор»
- Лаура дель Соль - Розария, сестра «Профессора»
- Лео Гуллотта - комиссар полиции Иерволино
- Марцио Онорато - Сальваторе
- Лучано Бартоли - Чиро Перрелла
- Никола Ди Пинто - Альфредо Канале
- Анита Дзагария - Анна, жена «Профессора»
- Мария Карта - мать «Профессора»
- Бьяджо Пеллигра - отец «Профессора»
- Франко Интерленги - дон Саверио
- Пьеро Вида - Миммо Месилло
- Лино Троизи - Антонино Малакарне
- Клорис Броша - Четтина, возлюбленная Альфредо Канале
- Элио Полимено - Гаэтано Дзарра
- Марио Фрера - босс контрабандистов сигарет
- Доменико Дженнаро - Доменико Спина
- Пино Д’Анджо - Верцелла
- Беппе Кьеричи - начальник тюрьмы
- Джованни Фебраро - Доменико ла Скарра
- Джакомо Пиперно - инспектор
- Орландо Фьорозо - Фрэнк Титос
- Пьепи Ланцетта - конферансье в баре
- Марино Мазе - вербовщик Сапенца
- Марио Донатони - судья на первой процессе
- Лучано Фоти - священник на свадьбе Альфредо Канале

## Награды и номинации
- 1987 — Премия «Серебряная лента» Национального синдиката киножурналистов Италии за лучший режиссёрский дебют (Джузеппе Торнаторе).
- 1987 — Премия «Давид ди Донателло» за лучшую мужскую роль второго плана (Лео Гуллотта), а также номинация за лучший режиссёрский дебют (Джузеппе Торнаторе).